# Revoluție (film)
Revoluția (în engleză Revolution) este un film britanic din 1985 regizat de Hugh Hudson (care a mai regizat Carele de foc). Filmul este scris de Robert Dillon și în rolurile principale joacă actorii Al Pacino, Donald Sutherland, Nastassja Kinski, Joan Plowright, Dave King, Annie Lennox, Steven Berkoff, Graham Greene și Robbie Coltrane.

## Prezentare
Filmul este o frescă a Războiului american de Independență, de la începutul acestuia (1776) și până la ultimele lupte (1783). Cele mai renumite bătălii și campanii au fost reconstruite. Destinele oamenilor pe timp de pace acum se schimbă. Scoțianul Tom Dobb (Al Pacino) care făcea negoț cu blănuri, acum își caută fiul care a fost înrolat la britanici de către vicleanul sergent  Peasy (Donald Sutherland) dar ajunge luptător de gherilă în tabăra cealaltă. 
Daisy (Nastassja Kinski) și mama ei (Joan Plowright) sunt revoluționare coloniste care acordă primul ajutor răniților pe câmpul de luptă și se zbat pentru a asigura aprovizionarea traversând linia frontului.

## Distribuție
- Al Pacino – Tom Dobb
- Donald Sutherland – Sgt. Maj. Peasy
- Nastassja Kinski – Daisy McConnahay
- Joan Plowright – Mrs. McConnahay
- Dave King – Mr. McConnahay
- Steven Berkoff – Sgt. Jones
- John Wells – Corty
- Annie Lennox – Liberty Woman
- Dexter Fletcher – Ned Dobb
- Sid Owen – Young Ned Dobb

## Producție
Filmul a fost realizat în Anglia.